# Hans Meerwein
Hans Meerwein (20 de mayo de 1879, Hamburgo, Alemania – 24 de octubre de 1965, Marburgo, Alemania) fue un químico alemán. 
Varias reacciones y reactivos llevan su nombre, siendo destacables la reducción de Meerwein-Ponndorf-Verley, la Transposición de Wagner-Meerwein, la reacción de arilación de Meerwein y la sal de Meerwein.

## Vida y obra

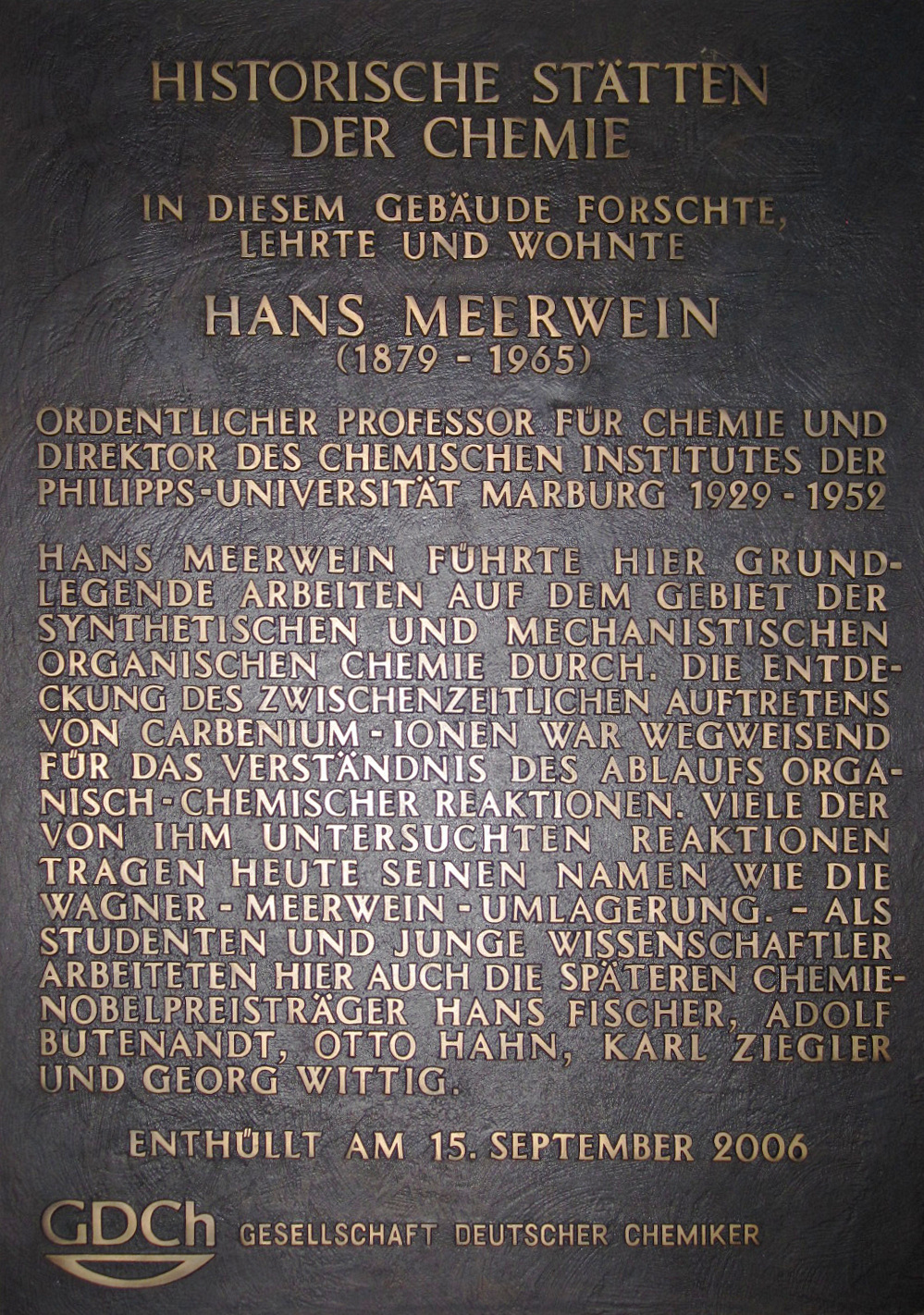
Placa de la Sociedad Química alemana que conmemora a Hans Meerwein, localizado en la Universidad de Marburg

Originalmente formado para ser técnico en química o 'chemotechnician' en la Universidad Fresenius de Ciencias Aplicadas (entre 1898 y 1900), comenzó sus estudios para la graduación en química en la Universidad de Bonn. Después de acabar su doctorado con Richard Anschütz trabajó en la Universidad de Berlín. Regresó a Bonn, donde empezó a trabajar como profesor en 1914. Desde 1922 hasta 1928 fue profesor  de química orgánica en la Universidad de Königsberg. El último destino de su carrera académica fue la Universidad de Marburg. La Segunda Guerra Mundial devastó el Instituto y Meerwein planeó su reconstrucción, que estuvo acabada en 1953, el año en que se retiró de la vida docente. Dirigió trabajos experimentales hasta su muerte en 1965 con la ayuda de alumnos de postdoctorado.

Cloruro de isobornil que da un carbocatión

Su mayor aportación a la química orgánica fue preconizar el uso del carbocatión [gráfico 2] como reactivo intermedio, originalmente como racionalización del proceso de racemización de cloruro de isobornil [gráfico 1] catalizado por un ácido de Lewis como SnCl4. El mecanismo propuesto por Meerwein para la racemización implica la subsiguiente transferencia [entre las posiciones 2 y 6] de hidruro en el catión; la migración alternativa de metilo [entre las posiciones 1 y 2] ahora es conocida como la transposición Wagner-Meerwein, siendo sugerida en primer lugar por Houben y Pfankuch.

## Premios
- 1959 Premio de Química y Física Otto Hahn.